# Castillo Berezhany
El castillo Berezhany (ucraniano: Бережанський замок) es un fortín localizado en Berezhany, Óblast de Ternópil, Ucrania.

## Historia
Fue construido en una isla en el río Zolota Lypa en la década de 1530 y 1540 por Mikolaj Sieniawski como su residencia principal.
En 1630, las fortificaciones del castillo se ampliaron. Estaba tan bien fortificado que ni los cosacos de Jmelnitsky (en 1648), ni los turcos (en 1675) lograron tomarlo. En 1655, fue entregado a los suecos, sin lucha. La comunidad local judía se hizo responsable de la conservación y mantenimiento de las murallas en 1667.
Después del matrimonio de María Zofia Sieniawska y Aleksander Czartoryski, el castillo pasó a la familia Czartoryski (1726), luego a los príncipes Lubomirski (1778). Después, el castillo fue dañado durante la Primera Guerra Mundial, al igual que la iglesia de estilo gótico, que contiene una serie de elaboradas tumbas de los Sieniawski.